# Río Markham
El río Markham está localizado  al centro-este de Papua Nueva Guinea. Nace en la cadena de los montes Finisterre al noreste de la isla de Nueva Guinea para desembocar en el golfo de Huon en Lae.

## Historia
El río fue nombrado en honor a sir Clements Markham, el entonces secretario de la Royal Geographical Society. En enero de 1955 se inauguró un puente de acero de un solo carril, de 510 metros de largo –con la diferencia de ser el puente más largo construido en Papúa hasta entonces–.